# Parti libéral togolais
Pour les articles homonymes, voir PLT.
 (mai 2010).
Si vous disposez d'ouvrages ou d'articles de référence ou si vous connaissez des sites web de qualité traitant du thème abordé ici, merci de compléter l'article en donnant les références utiles à sa vérifiabilité et en les liant à la section « Notes et références ».
Le Parti libéral togolais (PLT) est un parti politique togolais, d'inspiration libérale, dont le président national est Kodjo Amégnisso Tossou. Le PLT se rattache à l'idéologie du libéralisme démocratique et, de ce fait, s'affirme comme un parti travailliste. Aussi, le PLT adhère à la doctrine du panafricanisme et s'engage-t-il à défendre la cause de l'unité africaine.

## Historique
Le parti a été officiellement enregistré le 15 mai 1992 en conformité avec la loi en vigueur sous le récépissé de déclaration du parti politique Numéro 0670/MATS-SG-APA-PC du 15 mai 1992, inséré au Journal Officiel de la République Togolaise du 1er octobre 1992.

## Orientation
Parti d'opposition à l'origine, le PLT s'est fixé pour objectifs explicites « d'instaurer un climat d'unité nationale et de sympathie dans un esprit civique ; de conquérir le pouvoir par des moyens démocratiques ; de promouvoir le renforcement de l'unité africaine ; de contribuer à la rénovation des conditions sociales en passant par une économie participative et un environnement sain ». Pour atteindre ces objectifs, le PLT s'engage :
- à supprimer toutes les formes d'inégalités, d'exploitation, d'aliénation;
- à mettre en œuvre, au service de la nation et des nationaux, toutes les ressources matérielles, intellectuelles et morales du pays;
- à choisir les voies les plus rapides autorisées par les formes modernes d'organisation, de gestion et d'utilisation des stocks et potentialités de connaissances scientifiques de l'humanité.

## Symboles
La couleur du Parti est le jaune or, symbole de la lumière et de la clarté, et aussi de l'énergie. En outre, le jaune, la couleur du soleil représente la chaleur de l'astre de vie qui réveille les cœurs, réchauffe les corps et les prédispose au travail. Son drapeau est jaune, avec deux bras se serrant la main au milieu de deux rameaux tressés en couronne. Le symbole du parti est un olivier, illustrant l'idée de la résistance, de l'intelligence, de la justice, de la paix et de la victoire.
La devise du PLT est : Égalité-Tolérance-Solidarité. Le signe du parti est un V qui signifie victoire. Les bulletins de vote du PLT sont d'une seule couleur : le jaune. Ils portent en outre le symbole du parti. Le slogan du PLT est : Redressement de la patrie, Agissons Ensemble !

## Organisation
Le siège du parti est fixé au Togo à l'adresse suivante : Avenue Maman N'Danida, Lomé.
L'idée de créer l'Association de lutte contre le chômage (ALC) est née à Lomé, au début de septembre 1990, au cours des discussions engagées dans la clandestinité par Kodjo Amégnisso Tossou et un groupe d'étudiants, au sujet des meilleurs moyens d'appuyer les forces démocratiques dans leur lutte pour la réalisation de l'alternance politique au Togo, et ce, à la suite de l'arrestation de quelques jeunes étudiants, opérée à Lomé du 27 août au 13 septembre 1990. Lors de la réunion constitutive, il a été décidé de créer cette Association placée sous la responsabilité de Kodjo Amégnisso Tossou et dont l'objectif est de réunir les moyens humains, matériels et stratégiques propres à favoriser une réflexion et une action efficace et concertée face à la crise togolaise et à prendre une part active dans la réalisation de l'alternance politique au Togo. L'Association de lutte contre le chômage a fait son choix dès sa création : elle est l'Association des emplois. Elle combat le chômage, par les entrepreneurs.
Particulièrement choqués par l'arrestation de ces jeunes étudiants, dont le procès s'est déroulé le 5 octobre 1990, Kodjo Amegnisso Tossou et ses amis se sont promis de faire changer les choses, en dehors de tout cadre politique ou partisan, en fondant l'Association de lutte contre le chomage.
Le 5 octobre 1990 débute au Togo un mouvement de contestation estudiantin sans précédent, appuyé par les leaders de l'opposition radicale. En réalité, du 27 août au 13 septembre 1990,le régime procède à l'arrestation de treize jeunes opposants. Ils étaient tous étudiants à l'université du Bénin à l'exception de deux entre eux, Logo Dossouvi et Agbéléko Doglo. 
Après avoir été torturés les onze étudiants furent remis en liberté. Quant à Logo Dossouvi et Agbéléko Doglo, ils furent eux traduits en justice. Le vendredi 21 septembre 1990, s'ouvre au palais de la justice de Lomé leur procès, prévenu d'outrage et de complicité d'outrage envers les représentants de l'autorité publique.
Le vendredi 5 octobre 1990, Doglo et Logo sont condamnés à cinq ans d'emprisonnement pour fabrication et distribution de tracts mensongers. Des jeunes rassemblés devant le palais de la justice manifestèrent contre le verdict et exigèrent la fin de la dictature du général Eyadéma au Togo. Le président Eyadéma fait donner la troupe. L'armée disperse par force la manifestation. Plusieurs manifestants sont matraqués ou piétinés. Cet incident met le feu aux poudres. Pendant toute l'année qui va suivre, émeutes et manifestations ébranlent le pays. Le président Gnassingbé Eyadema tente en vain de restaurer l'ordre en faisant libérer les deux jeunes opposants, Logo et Doglo. Il a été contraint d'annoncer que le parti unique cèderait la place au multipartisme. Mais ses tentatives restent vaines et le désordre grandit. Confronté aux pressions intérieures et internationales, le général Eyadéma autorise en juillet 1991 la convocation d'une conférence nationale, laquelle met en place un gouvernement de transition, conduit par Joseph Kokou Koffigoh au poste de Premier ministre.
Durant la transition, l'armée togolaise s'est posée en véritable obstacle à l'émergence de la démocratie. Après la Conférence nationale souveraine, à plusieurs reprises, elle a été instrumentalisée pour contenir la poussée démocratique au Togo. Le problème de sécurité est devenu beaucoup plus grave. Les attentats mortels et les sabotages se multiplient contre les leaders de l'opposition. Après ceux des 1er et 8 octobre 1991, le coup de force qui a abouti le 3 décembre 1991 à l'arrestation du Premier ministre de transition, Joseph Kokou Koffigoh, a cruellement affecté les espoirs démocratiques des Togolais. De nombreux dirigeants de partis politiques ont fui le pays. C'est ainsi que le 3 décembre 1991, quelques heures après l'arrestation du Premier Ministre Joseph Kokou Koffigoh, le président de l’association de lutte contre le chômage (ALC), Kodjo Amégnisso Tossou part en exil au Sénégal en vue de lutter contre la dictature du président Gnassigbé Eyadéma et de prêcher le multipartisme et la démocratie. De Dakar (Sénégal) où il est exilé Kodjo Amégnisso Tossou continue de diriger son mouvement. Il reçoit discrètement des délégations de militants venus de Lomé à qui il donne des instructions qu'ils transmettent une fois de retour au Togo. Kodjo Amégnisso Tossou entretenait également de fortes relations amicales avec certains responsables politiques sénégalais. Il se rapproche de la communauté estudiantine togolaise au Sénégal de laquelle il tirera les futurs cadres du Parti libéral togolais.
En avril 1992, Kodjo Amégnisso Tossou a décidé de retourner au Togo. Il voulait retourner au Togo pour se battre. Il met un terme à son séjour sénégalais, et prend l'avion pour rejoindre le Togo. Après quelques heures de vol, il retrouve son pays le 4 avril 1992. Il retrouve un pays encore sous une forte oppression militaire ou sous l'intimidation des armes les togolais ont perdu tous les acquis démocratiques obtenus au cours de longues années de lutte pour l'alternance politique.
À sa descente d'avion, le président de l'Association de lutte contre le chômage s'est immédiatement rendu au restaurant la pirogue où il a animé un point de presse. L'occasion pour Kodjo Amégnisso Tossou de revenir sur ces mois passés loin de son pays. Son combat pour la liberté, sa disponibilité, l'infatigable combattant de la liberté l'a encore démontré lors de ce point de presse. Toutes les questions lui étaient posées. Le problème de l'insécurité, l'impunité, le dialogue national, il trouvait réponse à tous. Il a dénoncé l'impunité et la complicité coupable des responsables de la transition. « Nous constatons que l'insécurité des personnes et des biens persiste, se développe et devient le vécu journalier des Togolais. Mais le pouvoir en place n'a jamais pris des mesures énergiques pour lutter contre ce fléau »..., a laissé entendre Kodjo Amégnisso Tossou en réponse à une question d'un journaliste sur le sujet de l'insécurité. Il  affirme que cet état de chose est le fruit non seulement de l'impunité des coupables, mais surtout du silence qui peut s'apparenter à une complicité de la part des autorités compétentes du pays.
Il a également interpellé vivement les autorités compétentes qui ont pour charge de garantir la sécurité et la paix des Togolais, de tout mettre en œuvre pour que les auteurs de ces actes barbares soient démasqués et traduits devant la justice conformément à la loi.
Après avoir rappelé les différents assassinats politiques et les actes de vandalisme organisés par le pouvoir à partir de 1963, date du premier coup d'État militaire soldé par la mort du premier président togolais, Kodjo Amégnisso Tossou annonce la création de son nouveau parti politique, le Parti libéral togolais. Dans ce cadre, il exhorte les militants de l'Association de lutte contre le chômage (ALC) à se mettre au travail de façon à traduire cette décision en acte. Il les ont engagé à tout mettre en œuvre pour conduire sans relâche les campagnes de sensibilisation axées sur la réappropriation des valeurs de travail et de sacrifice, afin que triomphe l'intérêt supérieur de la Nation et que tous les Togolais puissent bénéficier des fruits de la croissance. Enfin, le président de l'Association de lutte contre le chômage (ALC), Kodjo Amégnisso Tossou met sur pied une commission préparatoire qui a pour mission de préparer les textes constitutifs et organiser le congrès constitutif du Parti libéral togolais (PLT).
À la tête de la Commission préparatoire (CP), Kodjo Amégnisso Tossou organise les 5 et 6 mai 1992 l'Assemblée générale constitutive du Parti libéral togolais. A l'occasion, il a prononcé un excellent discours. Au cours de son allocution, Kodjo Amégnisso Tossou interpelle la classe dirigeante du pays à s'impliquer résolument et d'une manière désintéressée à la recherche effective et permanente, et à la création des conditions susceptibles de procurer et de garantir, à chaque Togolaise et à chaque Togolais la paix et le bien-être auquel ils aspirent dans leur droit. De plus, il demande à l'armée togolaise de s'abstenir de tout ce qui peut constituer un obstacle pour la réussite de la transition. Par ailleurs, Kodjo Amégnisso Tossou réaffirme son refus du schéma néocolonial qui tend à réduire les peuples du tiers-monde à des peuples voués à dépendre éternellement de l'aide et de l'assistance internationale.
Enfin, en vue de pérenniser cet esprit de solidarité qui devra focaliser dorénavant le comportement de tout un chacun pour un environnement favorable aux investissements dans toutes leurs dimensions susceptible d'assurer à chaque citoyen le progrès individuel et collectif par le travail et l'accès à la prospérité pour les générations actuelles et futures, Kodjo Amégnisso Tossou a demandé à ses camarades congressistes de choisir le libéralisme démocratique travailliste et social comme l'idéologie de son parti, le PLT. « En effet, nous nous proclamons travaillistes et nous sommes fiers de l'être car, en proclamant son option de se libérer par le travail, le peuple togolais se déclare l'allié de tous les peuples du monde qui luttent pour la libération nationale, la libération de l'homme. Le Togo n'a pas les mêmes ressources que ses voisins, mais sa ressource fondamentale est le travail assidu de son peuple. Certes, l'idéologie de notre parti est la reconstruction nationale et le développement du Togo par le travail, rien que le travail, dans l'égalité, la tolérance, la solidarité et la dignité. Le travail étant notre facteur le plus abondant, contrairement au capital, sera dans notre option l'élément essentiel et privilégie de la transformation de notre milieu et de notre environnement qui conditionnera notre futur »..., déclare Kodjo Amégnisso Tossou.
Les délégués ayant pris part au congrès constitutif du parti ont proclamé le 6 mai 1992 à Lomé, la naissance du Parti libéral togolais. Ils ont procédé également à l'élection des organes et des structures du parti, notamment du président du PLT en la personne de Kodjo Amegnisso Tossou, assisté par deux vice-présidents.
Le Parti libéral togolais qui se présente comme un parti de l'opposition a à sa tête un président, Kodjo Amégnisso Tossou, qui donne les orientations, fixe les objectifs et représente le parti dans les actes de la vie civile et politique. Il est assisté du secrétariat exécutif dirigé par Akouete Mensah, qui tient des réunions bihebdomadaires. 
Chaque membre du secrétariat est titulaire d'un département et dispose d'un cabinet. Le secrétariat général, dirigé par Moussiliwou Gbadamassi assure la gestion administrative et financière du parti. Le Parti libéral togolais est représenté dans chaque préfecture du Togo par une fédération préfectorale, elle-même divisé en délégations préfectorales, communales et d'arrondissements. À l'étranger, le PLT dispose de représentations internationales.
Depuis la création du PLT, le Togo a connu quatre élections présidentielles (1993, 1998, 2005 et 2010) et trois  élections législatives (1994,1999,et 2007), dans un mépris total de la transparence, de l'équité. Afin de ne pas légitimer la dictature au Togo, le Parti libéral togolais a boycotté toutes les élections qui ont eu lieu dans le pays.